# Pisto

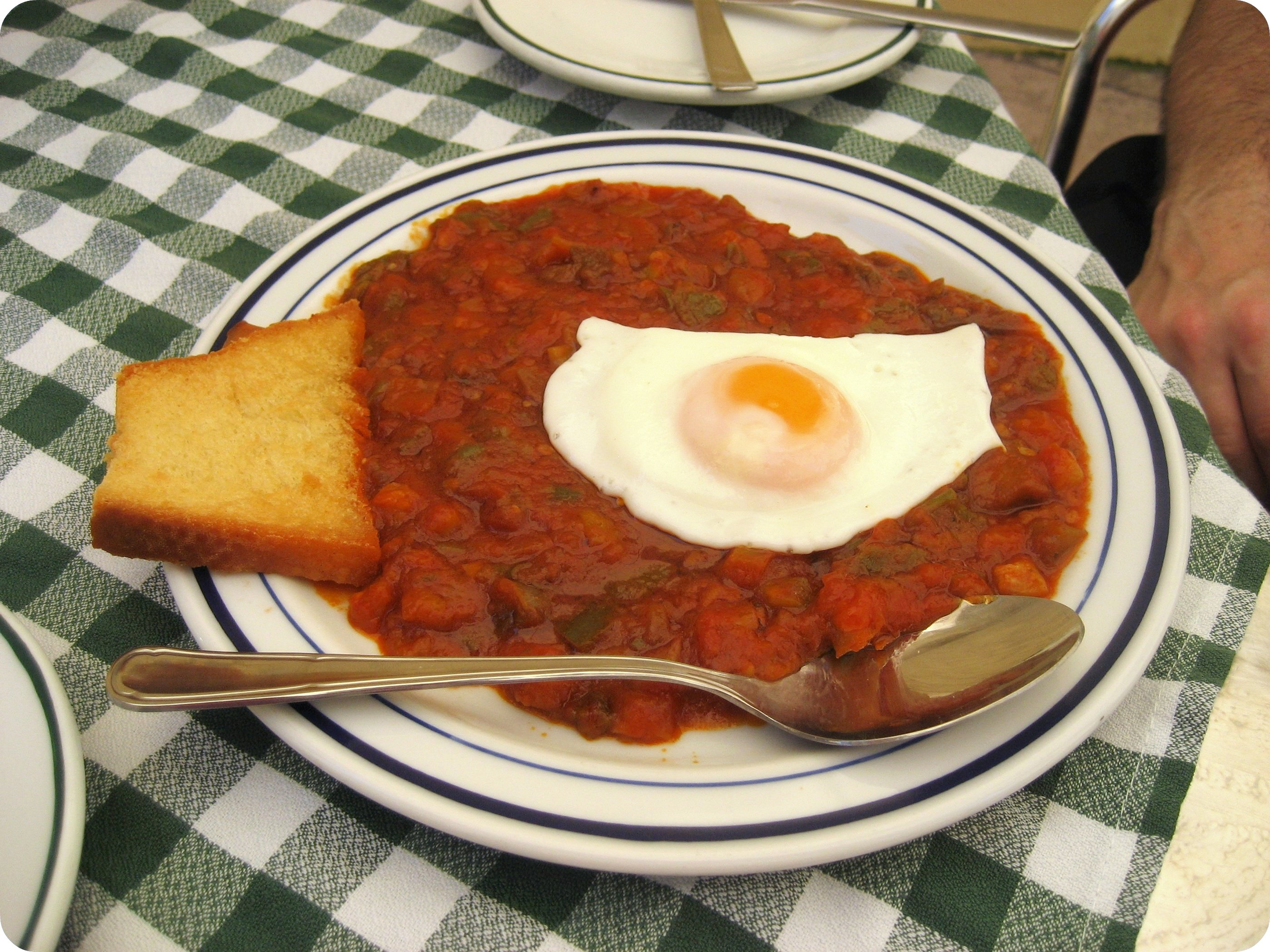
Pisto mit Spiegelei

Pisto ist ein spanisches Gemüsegericht, das aus verschiedenen Gemüsesorten der Saison ähnlich einer Ratatouille zubereitet wird. In Spanien wird es auch als Pisto Manchego („Pisto aus La Mancha“) oder Moje bezeichnet, obwohl es im ganzen Land bekannt ist und gekocht wird. 

## Zutaten und Zubereitung
Dieses Gericht wurde vermutlich von den Bauern aus der Region La Mancha geprägt, die dieses Gericht aus dem zur Zeit erhältlichen, geernteten Gemüse aus ihren eigenen Gärten zubereiteten. Pisto kann daher abhängig von der Jahreszeit, der Region und dem eigenen Geschmack stark variieren. In den meisten Fällen sind folgende Zutaten enthalten: Tomaten, Zwiebeln, Auberginen oder Zucchini, grüner und roter Paprika, Knoblauch und Olivenöl. 
Das Gemüse wird in kleine Würfel geschnitten. Das Olivenöl wird in einem Topf erhitzt. Dann werden die Gemüsewürfel zugegeben. Auch wenn keine strikte Abfolge vorgeschrieben ist, wird empfohlen zunächst die Zwiebeln, dann den Paprika, später die Zucchini oder die Aubergine und zuletzt die Tomaten hinzuzufügen. Das Gemüse wird somit in seinem eigenen Saft geschmort. Nach dem Garen sollte sich das Pisto noch etwas „setzen“, d. h. es wird noch ca. eine halbe Stunde auf der abgeschalteten Herdplatte belassen, ohne es zu bewegen. 

## Anrichten
Pisto kann heiß oder kalt gegessen werden. Man serviert es meist zusammen mit einem Spiegelei und Brot oder als Beilage zu einer Wurst, wie z. B. der Longaniza. Pisto wird oft in Keramikschalen aufgetragen. In einigen Bars wird es auch als Tapa angeboten; in diesen Fällen reicht man es oft zusammen mit einigen Stücken Serrano-Schinken.

## Angebot
Pisto kann man auch in Dosen oder Schraubgläsern in spanischen Supermärkten kaufen. Es ist auch tiefgekühlt erhältlich. Daneben bieten viele spanische Bars Pisto in ihrem Mittagsmenu als Primer plato, als ersten Gang, an. Das frisch zubereitete Pisto wird vor allem im Sommer und Herbst angeboten, wenn das Gemüse frisch geerntet worden ist. Es ist zum Einkochen geeignet.

## Varianten
Pisto ist vielseitig einsetzbar. Es kann auch für die Füllung der Empanadas und Empanadillas verwendet werden; zu diesem Zweck wird es oft mit Thunfisch oder Chorizo vermischt. 
Neben dem Pisto Manchego gibt es auch das Pisto a la Bilbaína („Pisto nach Art von Bilbao“). Diese baskische Variante enthält meist nur Zucchini und grünen Paprika in Tomatensoße und wird manchmal mit Rührei gemischt serviert. 